# 奈勿麻立干

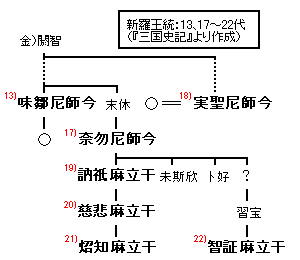
三国史记中的新罗国世系

奈勿麻立干（？—402年）又稱奈勿尼師今，姓金，名樓寒，新羅第17代君主。

## 生平
奈勿麻立干乃仇道葛文王之孫，父末仇角干（味鄒尼師今之兄弟），母金氏為味鄒王與達禮夫人之女休禮公主。妃金氏為味鄒王與光明王后之女保反夫人。訖解尼師今薨，無子，奈勿繼位為王。
奈勿麻立干是中國典籍记载的第一位新羅君主。公元381年，在位第二十六年，「春夏旱，年荒民飢」。奈勿王遣衛頭入苻秦，進貢地方物產。苻堅問衛頭曰：「卿家說海東之事與古不同，為什麼？」答曰：「亦猶，時代變革，名號改易，又怎會相同。」
奈勿王晚年常常被倭寇侵擾。公元364年夏四月，「倭兵大舉入侵，奈勿王聞之，恐不可敵，造草偶人數千，衣衣持兵，列立吐含山下，埋伏勇士一千於斧東原。倭人恃眾直進，伏發擊其不意，倭人大敗走，追擊殺之幾盡。」
公元402年，奈勿王薨，其子幼少，國人立實聖繼位。